# Trøllhøvdi
Trøllhøvdi är en ö i Färöarna (Kungariket Danmark).   Den ligger i sýslan Streymoyar sýsla, i den centrala delen av landet, 14 km sydväst om huvudstaden Tórshavn. Arean är 0,24 kvadratkilometer.
Terrängen på Trøllhøvdi är platt. Öns högsta punkt är 135 meter över havet. Den sträcker sig 0,6 kilometer i nord-sydlig riktning, och 0,6 kilometer i öst-västlig riktning.